# ラインホルト・エヴァルト
ラインホルト・エヴァルト（Reinhold Ewald、1956年12月18日 - ）はドイツの物理学者、欧州宇宙機関の宇宙飛行士である。
メンヒェングラートバッハで生まれ、ケルン大学で1983年に実験物理学の学士号、1986年に人間生理学の学位とともに博士号を取得した。
1990年に宇宙飛行士に選ばれ、ミール92のミッションに向けた訓練を始めた。ソユーズTM-14ではクラウス＝ディートリッヒ・フラーデのバックアップを務めた。1995年にはドイツとして2度目のミールのミッションに向けた訓練を始めた。1997年2月にソユーズTM-25でミールを訪れ、18日間を過ごした。彼は生物医学と材料学の実験を行い、国際宇宙ステーションの組立てのための試験を行った。
1999年2月、ケルンにある欧州宇宙飛行士センターのEuropean Astronaut Corpsに参加した。
2007年の時点でも、エヴァルトはミュンヘン近郊にある欧州宇宙機関でコロンバスの運営に携わっている。
彼は既婚で3人の子供がいる。趣味は読書、家族と過ごすこと、アマチュア演劇等である。スポーツはサッカーを好み、空手では黒帯を持っている。